# Liebe mich! (2014)
Liebe mich!  ist das Spielfilmdebüt von Philipp Eichholtz. Der mit Elementen des Mumblecore-Genres durchsetzte Film war bei den Internationalen Hofer Filmtagen 2014 für den Förderpreis Neues Deutsches Kino nominiert. Der Kinostart war am 20. August 2015.

## Handlung
Die 20-jährige Sarah ist Studentin und großmäulig, unangepasst, taktlos, provokant sowie gnadenlos ehrlich. Gleichzeitig ist sie einsam und fühlt sich unverstanden, versteckt unter ihrer übertreibenden Art eine nahezu depressive, melancholische Seite. Sarah erwartet von anderen für diese Macken gemocht zu werden, auch wenn sie sich ihrer eigenen Kompliziertheit bewusst ist. Daher nutzt sie ihre Zeit überwiegend mit der Suche nach dem perfekten Freund, wobei sie oft enttäuscht wird und hält sich währenddessen mit Gelegenheitsjobs über Wasser.
So verbringt sie eine Nacht mit ihrem besten Freund Markus, der es jedoch am nächsten Morgen bereut und sie daher aus seiner Wohnung schmeißen will. Sarah ist dadurch verletzt, bekommt einen Wutanfall und  wirft im Affekt ihren Laptop aus dem Fenster, auf dem sich unter anderem die Unterlagen für Sarahs Bewerbung als Grafikdesignerin befanden. Um zu retten, was zu retten ist, bringt sie den Computer zum Computerladen. Dort trifft sie auf den Angestellten Oliver, der sich in sie verliebt. Daher trifft sich Oliver öfter mit Sarah, bis sich eine Beziehung entwickelt. Sarah stürzt sich Hals über Kopf in ihre Gefühle und vertraut Oliver all ihre Macken an. Als sie ihn mit zu einem Familienessen bringt, gerät Oliver in eine Diskussion von Sarah und ihrem Vater Dieter über verpatzte Jobchancen, Zukunftsaussichten und ihre unangepasste, provokante Art. Um der Situation zu entfliehen, stürzt Sarah sich ins Berliner Nachtleben, zerstört ihre Beziehung und am nächsten Morgen auch ihr Verhältnis zu ihrem Vater.

## Kritik
Der Filmdienst urteilte, der Film „voller improvisierter Dialoge und unverstellter Emotionen porträtiert eine egoistisch um sich kreisende Kindsfrau zwischen immensen Ansprüchen und drohenden Kompromissen“. Dabei werde mit „atmosphärischen Berlin-Impressionen, einer wohldosierten Filmmusik und amüsanten Off-Kommentaren der Hauptfigur“ ein „extremes Gefühlsspektrum abgedeckt“.

## Auszeichnungen
- achtung berlin 2015: Beste Schauspielerin
- Kinofest Lünen 2014: Publikumspreis 16+
- Tirana International Film Festival 2014: Bester Schnitt